# Jill Clayburgh
Jill Clayburgh (New York, 30 april 1944 – Lakeville (Connecticut), 5 november 2010) was een Amerikaans actrice. Zij werd twee jaar achter elkaar genomineerd voor een Oscar voor haar hoofdrollen in An Unmarried Woman (1978) en Starting Over (1979). Voor eerstgenoemde titel kreeg ze daadwerkelijk de prijs voor beste actrice op het Filmfestival van Cannes 1978.
Clayburgh werd geboren in Manhattan als dochter van een textielhandelaar. Haar moeder was de concert- en operazangeres Alma Lachenbruch Clayburgh. Jill studeerde in 1966 af aan het Sarah Lawrence College en debuteerde twee jaar later op Broadway in een toneelstuk, dat maar vijf opvoeringen beleefde. In 1969 maakte ze haar filmdebuut als Josephine in de komedie The Wedding Party. Sindsdien speelde zij meer dan 25 filmrollen (onder andere in 1979 in het controversiële La Luna van Bernardo Bertolucci), meer dan 50 inclusief die in televisiefilms. Daarnaast verscheen Clayburgh als wederkerend personage in verscheidene televisieseries. Zo speelde zij meer dan twintig afleveringen Letitia 'Tish' Darling in Dirty Sexy Money en verscheen ze meermaals in onder meer Ally McBeal, The Practice en Nip/Tuck. Zij had eenmalige gastrolletjes in onder meer Maude, The Rockford Files, Law & Order en Frasier. Ook speelde ze tot 2006 op Broadway.
Clayburgh trouwde in 1979 met scenarioschrijver David Rabe. Samen met hem kreeg zij in 1982 dochter Lily (eveneens actrice) en in 1986 zoon Michael.
Clayburgh overleed op 66-jarige leeftijd aan de gevolgen van chronische lymfatische leukemie.

## Filmografie
*Exclusief 20+ televisiefilms
| - Bridesmaids (2011) - Love & Other Drugs (2010) - Running with Scissors (2006) - Vallen (2001, ook bekend als Falling) - Never Again (2001) - Fools Rush In (1997) - Going All the Way (1997) - When Innocence Is Lost (1997, televisiefilm) - For the Love of Nancy (1994, televisiefilm) - Rich in Love (1993) - Naked in New York (1993) - Le grand pardon II (1992) - Whispers in the Dark (1992) - Pretty Hattie's Baby (1991) - Oltre l'oceano (1990, ook bekend als Beyond the Ocean) - Shy People (1987) | - Where Are the Children? (1986) - Hanna K. (1983) - I'm Dancing as Fast as I Can (1982) - First Monday in October (1981) - It's My Turn (1980) - Starting Over (1979) - La luna (1979) - An Unmarried Woman (1978) - Semi-Tough (1977) - Silver Streak (1976) - Gable and Lombard (1976) - The Terminal Man (1974) - The Thief Who Came to Dinner (1973) - Portnoy's Complaint (1972) - The Telephone Book (1971) - The Wedding Party (1969) |

## Televisieseries
*Exclusief eenmalige gastrollen
- Dirty Sexy Money - Letitia 'Tish' Darling (2007–2009, 23 afleveringen)
- Nip/Tuck - Bobbi Broderick (2004, twee afleveringen)
- The Practice - Victoria Stewart (2004, drie afleveringen)
- Leap of Faith - Cricket Wardwell (2002, zes afleveringen)
- Ally McBeal - Jeannie McBeal (1999–2001, vijf afleveringen)
- Everything's Relative - Mickey Gorelick (1999, vier afleveringen)
- Trinity - Eileen McCallister (1998, drie afleveringen)

- Bibsys: 6011671
- Biblioteca Nacional de España: XX1276712
- Bibliothèque nationale de France: cb146551306 (data)
- Catàleg d'autoritats de noms i títols de Catalunya: 981058509107206706
- Gemeinsame Normdatei: 134771974
- International Standard Name Identifier: 0000 0000 6301 8102
- Library of Congress Control Number: n94090845
- MusicBrainz: ccce476d-a6c9-4221-9a6f-acfd49b6c30d
- Nationale Bibliotheek van Tsjechië: xx0153322
- Nationale bibliotheek van Australië: 35356856
- Nationale Bibliotheek van Israël: 987007325700505171
- Nederlandse Thesaurus van Auteursnamen: 070654581
- SNAC: w6842hck
- Système universitaire de documentation: 115567682
- Trove: 923967
- Virtual International Authority File: 27326465
- WorldCat: E39PBJmxVGTkXTGj8jkFhBJv73